# Бейкерсфилд (аэропорт)
Муниципальный аэропорт Бе́йкерсфилд (англ. Bakersfield Municipal Airport), (FAA LID: L45) — государственный гражданский аэропорт, расположенный в 4,8 километрах к югу от города Бейкерсфилд, округ Керн (Калифорния), США.
Аэропорт главным образом обслуживает рейсы авиации общего назначения.

## Операционная деятельность
Муниципальный аэропорт Бейкерсфилд занимает площадь в 102 гектара, расположен на высоте 35 метров над уровнем моря и эксплуатирует одну взлётно-посадочную полосу:
- 16/34 размерами 1219 х 23 метров с асфальтовым покрытием.